# Gottfried von Wedderkop
Gottfried von Wedderkop, auch Wedderkopp (* 6. März 1689 in Tremsbüttel; † 25. Januar 1741 in Lübeck), war ein deutscher Diplomat in dänischen Diensten, Amtmann, Landrat und Domherr zu Lübeck.

## Leben
Gottfried von Wedderkop war ein Sohn von Magnus von Wedderkop und dessen Ehefrau Margaretha Elisabeth von Pincier († 1731) und Bruder von Friedrich Christian von Wedderkop.

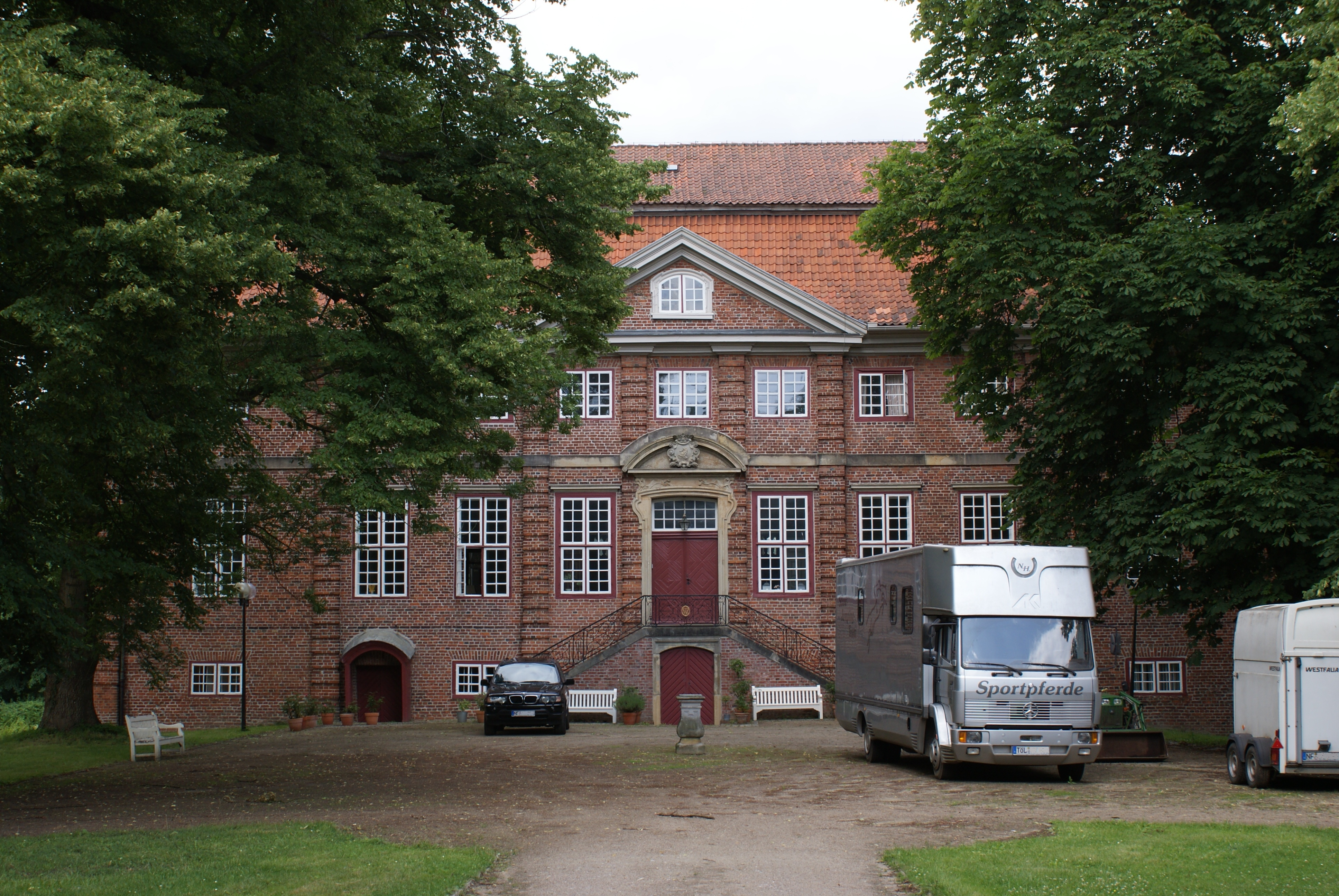
Herrenhaus Steinhorst

Schon als Kind erhielt er am 12. Oktober 1701 eine Domherrenstelle im Lübecker Domkapitel, die Christian August von Schleswig-Holstein-Gottorf resigniert hatte, nachdem ihn ein Teil des Kapitels zum Koadjutor gewählt hatte. 1710 wurde er unter Frederik IV. dänischer Kammerjunker. Im folgenden Jahr unternahm er eine Kavalierstour, die ihn nach England und in die Niederlande führte. 1713 wurde er als Nachfolger seines Vaters Amtmann in Tremsbüttel, 1716 zudem Landrat.
1717 erhielt er von seinem Vater das Gut Steinhorst. 1721 bis 1724 ließ er das Herrenhaus Steinhorst neu erbauen. Nach dem Tod seines Vaters 1721 erbte er auch Moisling. Er setzte sich sehr für die jüdische Gemeinde in Moisling ein und erwirkte 1723 beim Rat der Stadt Lübeck Passierscheine in die Stadt. 1724 kaufte er das Gut Gelting, dessen Besitz jedoch durch die Auseinandersetzungen mit den Töchtern des 1719 in Stockholm hingerichteten Georg Heinrich von Görtz belastet war. 1736 musste er es an die königliche Rentkammer in Kopenhagen verkaufen. Am 6. Dezember 1726 richtete er ein Gesuch an König Friedrich IV., in dem er um die Erlaubnis bat, den Juden von Moisling eine Synagoge errichten zu dürfen. Die Antwort des dänischen Königs ist nicht erhalten, muss jedoch positiv ausgefallen sein, da Wedderkop im folgenden Jahr eine Synagoge in Moisling erbaute und der jüdischen Gemeinde zur Nutzung überließ.
Von 1723 bis 1728 war er königlich-dänischer Gesandter in Paris. Am 30. Mai 1724 hatte er bei König Ludwig XV. seine erste öffentliche Audienz. In Frankreich wirkte er unter anderem in diplomatischen Verhandlungen. Aus Briefen von Horatio Walpole, 1st Baron Walpole, Bruder von Robert Walpole, dem ersten Premierminister des Königreich Großbritanniens, geht hervor, dass während dieser Zeit seine Einschätzung, dass Dänemark in der Lage sei, 18.000 bis 20.000 Mann zu mobilisieren, an den britischen König Georg I. weitergegeben wurde. Diese Information wurde seitens des britischen Königs mit Wohlwollen aufgenommen. In seinen Verhandlungen arbeitete Wedderkop neben Horatio Walpole auch mit Poul Vendelbo de Løvenørn, dem dänischen Minister in Berlin, sowie Sir Lukas Schaub und Charles Du Bourgay, dem britischen Gesandten im Königreich Preußen, zusammen. Zu seiner Pariser Zeit wird Wedderkop eine Liebschaft mit der Mutter von Madame de Pompadour, Louise-Madeleine de La Motte, nachgesagt. Am 17. September 1728 nahm er in Wolfenbüttel in Vertretung des dänischen Königs dessen Belehnung mit dem Stad- und Butjadinger Land durch Herzog August Wilhelm entgegen. Wenig später wurde er Geheimrat und ab 1731 Oberhofmeister der Herzoginwitwe Elisabeth Sophie Marie von Schleswig-Holstein-Norburg in Wolfenbüttel.
Von Wedderkop schenkte zusammen mit seinem Bruder und dem Kirchenjuraten Joachim Filter der Kirche in Bargteheide, deren Kirchenpatronat die Gutsherren von Tremsbüttel innehatten, die Kirchenuhr.
1737 wollte er Steinhorst König Georg II. von Großbritannien überlassen; der König von Dänemark, dem Wedderkop zwanzig Jahre zuvor Ansprüche auf Steinhorst zugesichert hatte, ließ zur Wahrung seiner Rechte am 24. November 1738 das Gut von 50 dänischen Dragonern besetzen und in des Königs Besitz nehmen. Am 14. Dezember erschienen 200 Kurbraunschweigische Soldaten, griffen die Dänen an, töteten den Hauptmann Christensen und bemächtigten sich des Schlosses Steinhorst. Der König von Dänemark zog nun weitere Truppen zusammen; es gelang jedoch dem dänischen Gesandten Ernst Hartwig von Bernstorf zu Hannover am 5. März 1739 einen Vertrag abzuschließen, dem zufolge der König später alle seine Ansprüche an Kurbraunschweig gegen 70.000 Gulden abtrat. Am 4. August 1739 wurde Steinhorst wieder lauenburgisch. Gottfried von Wedderkop war anwesend und entsagte zugleich allen seinen Rechten infolge des am 12. Dezember 1737 abgeschlossenen Vertrags und zog nach Lübeck.
Seit 1713 war er mit seiner Cousine Friederica Amalia (1697–1724) verheiratet, einer Tochter des Lübecker Dompropsten Johann Ludwig von Pincier, Freiherr von Königstein. Sie hatten mehrere Kinder, darunter Anna Cathrine von Wedderkop (1721–1774), die mit Conrad von Holstein verheiratet war, und Johan Ludvig von Wedderkop (1723–1765).

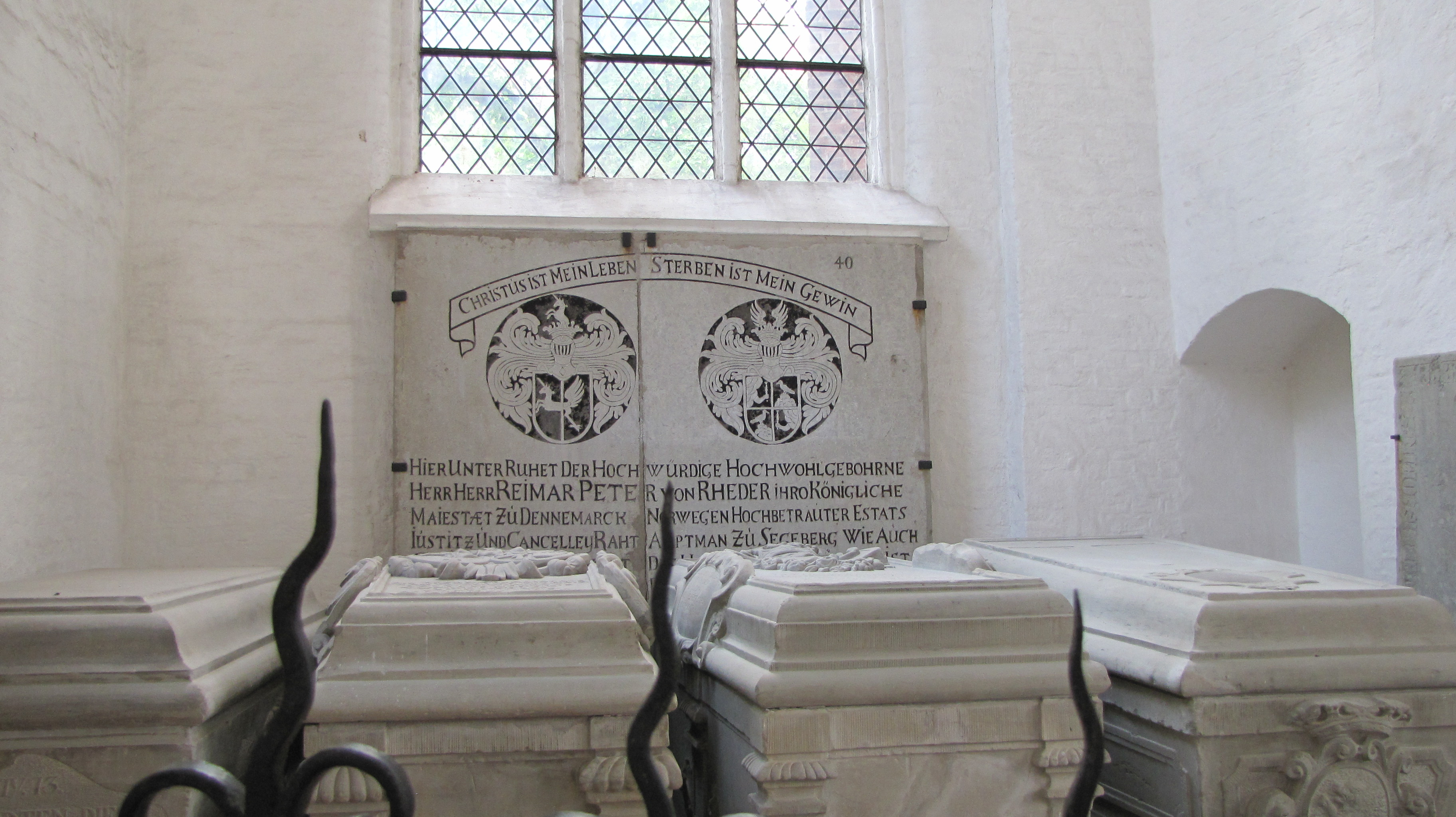
Blick in die Dechantenkapelle mit Grabstein von Reimar Peter von Rheder († 1711) und den Sarkophagen aus der Wedderkop-Kapelle unter dem Südturm

1725 hatte Gottfried von Wedderkop unter dem Süderturm des Lübecker Doms eine Stelle an dessen Südwand erworben und ließ sie zu einer Grabkapelle ausbauen. Sie war durch eine schlichte, durch Pilaster und Gesims gegliederte Mauer abgeschlossen. Über der mittleren Eingangstür war eine schwarze Marmortafel mit Inschrift eingelassen. In Sandsteinsarkophagen ruhten in der Kapelle seine am 3. Juli 1724 in Paris gestorbene Ehefrau, Gottfried von Wedderkop selbst sowie zwei Kinder des Paares, der Rittmeister und Domherr Magnus von Wedderkop (1716–1741) und die Konventualin des Klosters Uetersen Margaretha Elisabeth von Wedderkop († 1774). Die Architektur der Kapelle wurde 1942 völlig zerstört; die Sarkophage bleiben jedoch erhalten und sind heute in der Dechanten-Kapelle im Chor aufgestellt.